# Turriviridae
Turriviridae es una familia de virus de ADN bicatenario que infectan arqueas termófilas.
Los virus se aislaron en la fuente termal Rabbit Creek, que se encuentra en la cuenca géiser Midway del parque nacional de Yellowstone en Estados Unidos.

## Descripción
Los genomas son de ADN circular bicatenario de 17.663 kilobases de longitud con 36 marcos de lectura abiertos. El genoma tiene un contenido de G + C del 36%. Hay cinco proteínas estructurales: una proteína principal de 37 kiloDaltons (kDa) y varias proteínas menores con masas estimadas de 75, 25, 12.5 y 10 kDa. La principal proteína de la cápside es predominantemente la lámina beta. La replicación se produce en el citoplasma.
Los virus tienen simetría icosaedrica con un número único de triangulación (T). En las 12 posiciones simétricas de cinco veces del icosaedro sobresalen 'torretas' que se extienden 13 nanómetros (nm) sobre la superficie de la cápside. Las torretas tienen un diámetro promedio de 24 nm. El centro de cada torreta contiene un canal de ~ 3 nm. Se desconoce la función de este canal, pero puede proporcionar acceso entre el interior y el exterior de los viriones.